# Granaatster

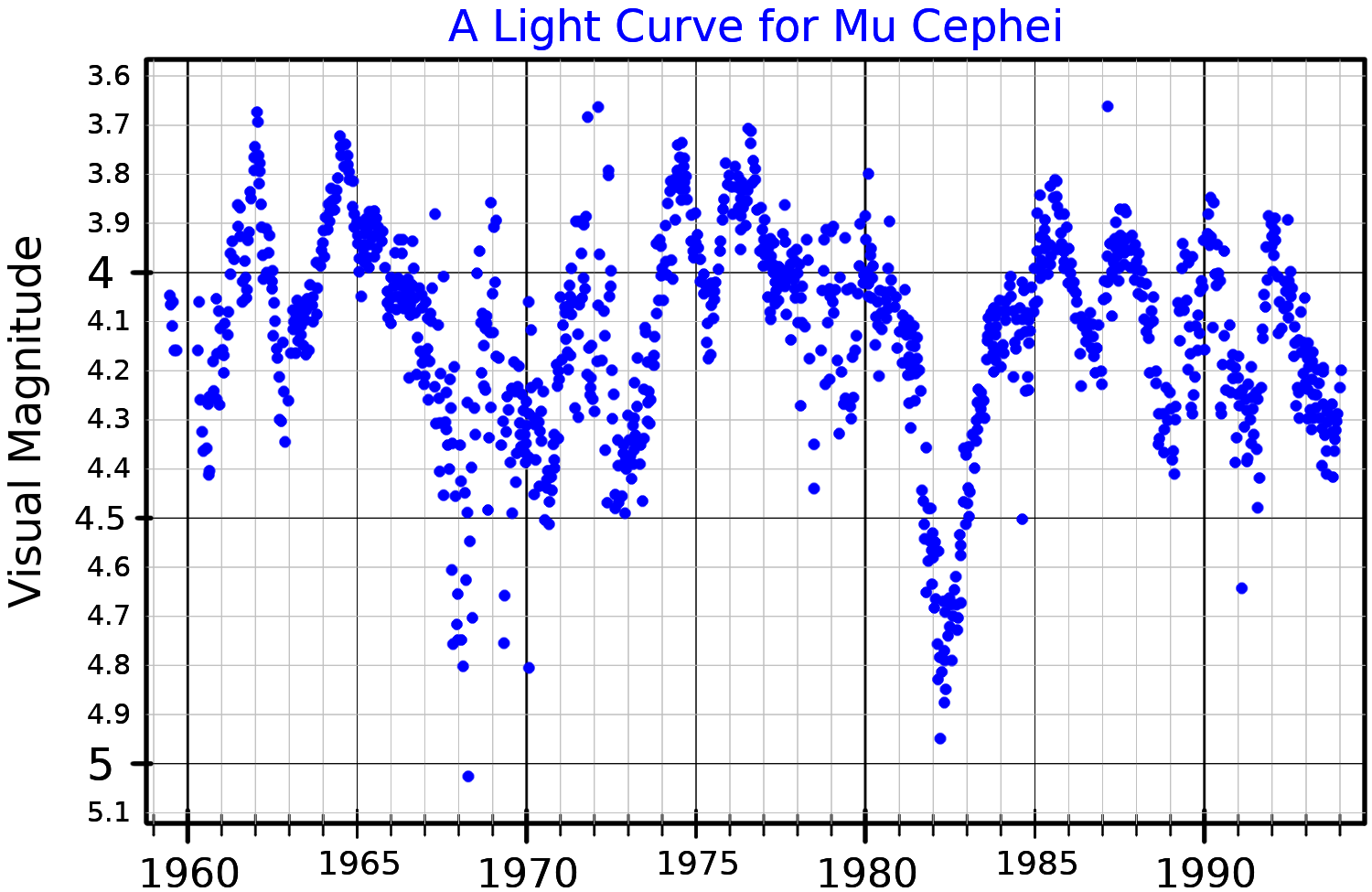
Lichtkromme van Mu Cep

Granaatster (Engels: Garnet star) of Mu Cephei is een rode hyperreus in het sterrenbeeld Cepheus. Mu Cephei heeft een straal van 1650 zonneradii en behoort tot de grootste bekende sterren. Het is een halfregelmatig veranderlijke ster.
De ster ontleent zijn naam aan de astronoom William Herschel, die hem door zijn dieprode kleur vond lijken op een granaatedelsteen.